# ぐるっときらら
ぐるっときららは、株式会社ユウファクトリーが運営する土浦市、つくば市周辺の茨城県南地域の総合情報ポータルサイト。

## 沿革
- 2018年4月 - 茨城県土浦市に特化した地域情報ポータルサイト『ぐるっと土浦』として開設
- 2020年10月 - 土浦市、つくば市の周辺に提供エリアを広げ県南地域の地域情報ポータルサイト『ぐるっときらら』へ名称変更

## サービス内容
県南地域の飲食店や企業、公園、遊び・観光や宿泊など旅行＆レジャーにおすすめの情報から、グルメや美容関連などの日常生活の地域情報を提供している。
また、県南地域のイベント情報やアルバイトなどの求人情報も掲載。
ユーザーは店舗が発行したクーポンを利用したり、イベントを投稿（認証制）したり、口コミを投稿したりできる。
掲載企業向けにはスマートフォンからも管理可能な様々な機能を備えたページを提供している。
ニュース配信機能
お店の情報やお知らせを発信できる機能
口コミ機能
口コミを投稿、管理できる機能
クーポン機能
お店のお得なクーポンを発行できる機能
求人機能
企業の求人情報を発信できる機能
イベント投稿機能
イベント情報を投稿できる機能

## 検索機能
検索機能は、次の4つを絞り込み検索機能を装備しており、用途に応じて使い分ける。
キーワード検索
検索ボックスにキーワードを入力する事でぐるっときらら内の掲載店舗からコンテンツを検索する事ができる。
カテゴリー検索
飲食や美容など大枠のカテゴリーから探したいジャンルごとに掲載店舗を検索する事ができる。さらに、サブカテゴリーでより絞り込んだ検索にも対応。
エリア検索
茨城県南地域の市町村を指定して掲載店舗を検索する事ができる。また、市町村の中の地域にも対応しており、より詳細なエリア検索をする事ができる。
設備情報検索
クレジットカードや駐車場があるかなどの設備情報を元に検索を絞り込む事ができる。